# Bo Stenhammar
Ernst Bo Gunnar "Bosse" Stenhammar, född 5 juni 1939 i S:t Johannes församling i Stockholm, död 13 juli 2025 i Gustav Vasa distrikt i Stockholm, var en svensk entreprenör inom musik- och konsertbranschen. Sedan början av 1960-talet var han en drivande kraft bakom flera verksamheter och arrangemang med koppling till främst jazz och visor. 
Han var en av ägarna av Vispråmen Storken, som mellan 1962 och 1969 var en betydelsefull scen för svenska vissångare där bland andra Fred Åkerström och Cornelis Vreeswijk etablerade sig som artister.
Stenhammar startade därefter, tillsammans med Git Magnusson, Mosebacke etablissement som de drev i närmare 30 år, från 1970. Även där hade visan en viktig plats. Många världsartister inom jazz och blues har också uppträtt där.
Bo Stenhammar drev under några år på 1970-talet Restaurang Atlantic på Teatergatan på Blasieholmen i Stockholm, som också lockade artister från hela världen. Han var även initiativtagare till Stockholm Jazz Festival och drev den under 17 år på 1980- och 1990-talen. 
Bland ett flertal priser och utmärkelser han fått för sitt arbete finns Magnoliapriset (2000), Evert Taube-stipendiet (1999),  S:t Eriksmedaljen (2006),  Basisten (2009) och Juryns specialpris av SR P2 (2018).